# Aldomarinoite
L'aldomarinoite (simbolo IMA: Aldm) è un minerale assai raro del supergruppo della brackebuschite; appartiene alla famiglia dei "fosfati, arseniati e vanadati" e possiede formula chimica Sr2Mn3+(AsO4)2(OH).
L'aldomarinoite è l'analogo dello stronzio (Sr) della lombardoite, l'analogo del manganese (Mn) della grandaite e l'analogo dello stronzio-arsenico della brackebuschite.

## Etimologia e storia
L'aldomarinoite è stata chiamata in questo modo in onore di Aldo Marino, un collezionista di minerali e membro fondatore dell'Associazione Micro-mineralogica Italiana (AMI).
Il campione tipo è conservato presso il Museo di Mineralogia, Gemmologia, Petrologia e Giacimentologia del Dipartimento di Scienze della Terra "Ardito Desio" dell'Università degli Studi di Milano (Italia) con il numero di catalogo MCMGPG-H2021-001.

## Classificazione
Essendo stata approvata dall'Associazione Mineralogica Internazionale (IMA) come specie minerale indipendente nel 2021, l'aldomarinoite non compare nella classica nona edizione della sistematica dei minerali di Strunz, aggiornata dall'IMA fino al 2009.
Il minerale è presente nell'edizione successiva, proseguita dal database "mindat.org", nella quale è elencato nella classe "8. Fosfati, arseniati, vanadati" e da lì nella sottoclasse "8.B Fosfati, ecc., con anioni aggiuntivi, senza H2O"; questa viene suddivisa più finemente in base alla dimensione dei cationi coinvolti e al rapporto tra anione idrossile e gruppo RO4 (dove in questo caso R=As), in modo tale da trovare l'aldomarinoite nella sezione "8.BG Con cationi di media e grande dimensione, (OH, ecc.):RO4 = 0,5:1" dove forma il sistema nº 8.BG insieme a dongchuanite, cuprodongchuanite e canosioite.

## Abito cristallino
L'aldomarinoite cristallizza nel sistema monoclino nel gruppo spaziale P21/m (gruppo nº 11) con i parametri reticolari a = 7,5577(4) Å, b = 5,9978(3) Å, c = 8,7387(4) Å e β = 111,938(6)°, oltre ad avere 2 unità di formula per cella unitaria.

## Origine e giacitura
L'aldomarinoite è stata trovata all'interno di metaquarziti in minerali di ferro-manganaese; la paragenesi è con barite, braunite, calcite, criptomelano, egirina, ematite, lombardoite, manganberzeliite, muscovite e quarzo.
Il minerale è molto raro ed è stato trovato solo nella sua località tipo, la miniera della "Valletta" (44.39528°N 7.09167°E) nei pressi di Canosio (Piemonte, Italia).
L'altro luogo di presunto ritrovamento, il distretto minerario di "Tombstone" nella contea di Cochise (Arizona, Stati Uniti) e indicato anche dalla "Newsletter 63" dell'European Journal of Mineralogy,, è stato rettificato.

## Forma in cui si presenta in natura
L'aldomarinoite forma cristalli subedrali di dimensioni inferiori ai 0,5 mm; i cristalli ben formati e tipicamente in compresse lamellari, sono molto rari. Il minerale è traslucido con lucentezza vitrea; il colore è arancione-bruno, mentre quello del suo striscio è arancione-giallo.

## Proprietà ottiche
L'aldomarinoite mostra un visibile pleocroismo con colori che vanno dal marrone lungo {\displaystyle x}, all'arancione brunastro lungo {\displaystyle y} al marrone giallastro lungo {\displaystyle z}.